# Tarasivka (Pidvîsoke), Orativ
Tarasivka (în ucraineană Тарасівка) este un sat în comuna Pidvîsoke din raionul Orativ, regiunea Vinnița, Ucraina.

## Demografie
Componența lingvistică a localității Tarasivka
     Ucraineană (91,43%)
     Rusă (8,57%)
Conform recensământului din 2001, majoritatea populației localității Tarasivka era vorbitoare de ucraineană (91,43%), existând în minoritate și vorbitori de rusă (8,57%).